# غلام حسين بنان
غلام حسين بنان (بالفارسية: غلامحسين بنان) ، من مواليد شهر مايو 1911م، وتوفي بتاريخ 27 فبراير عام 1986م في العاصمة الإيرانية طهران.

## نشأته وشهرته
نشأ غلام حسين بنان لعائلة غنية في العاصمة الإيرانية طهران، حيث كان والده كريم خان بنان الدولة نوري هو الاسم الكامل لوالد غلام حسين بنان، وكان بنان توجه منذ عمره السادسة إلى الإنشاد والعزف على الأورغ والبيانو، حيث تعلم من استاذه ميرزا طاهر ضياء ذاكرين رثائي وناصر يوسف .

## أهم أعماله
عمل بنان أكثر في المجالات الأناشيد القومية، وكان بنان أحد أعضاء المجلس الموسيقي في الإذاعة الإيرانية، وهو الأستاذ المهتم بالإنشاد في مدرسة طهران الموسيقية ومؤسس رابطة موسيقى إيران.
وحين ينطلق من الإذاعة بصوته، قدم نحو 350 أغنية خلال مسيرته الفنية، ووصل بنان مستوى من الإنشاد الإيراني القديم والتقليدي إلى الموسيقى الحديثة الوطنية، وتعرض بنان لحادث مروري والتي تسبب بفقدانه عينه اليمنى ويظهر دائماً ارتداء النظارة السوداء.